# جمیژتسه
جمیژتسه (به لهستانی:  Dziemierzyce) یک روستا در لهستان است که در گمینا راتسواویتسه واقع شده‌است. جمیژتسه ۲۰۰ نفر جمعیت دارد.